# اس‌تی‌اس-۶۱-ام
اس‌تی‌اس-۶۱-ام (انگلیسی: STS-61-M) یکی از ماموریت‌های برنامه شاتل‌های فضایی بود که قرار بود در جولای ۱۹۸۶ از پایگاه فضایی کندی به فضا پرتاب شود، ولی به دلیل حادثه انفجار شاتل چلنجر لغو شد. این ماموریت قرار بود توسط شاتل چلنجر انجام شود و حدف آن نصب ماهواره تی‌دی‌آراس-دی در مدار خود بود.